# Zombie High
Zombie High (auch bekannt als Das Böse ist überall) ist ein US-amerikanischer Horrorfilm aus dem Jahr 1987.

## Handlung
Die junge Andrea erhält ein Stipendium für die Ettinger High School, einem früheren Jungeninternat. Die Aussicht auf schulische Erfolge lässt sie die Trennung von ihrem Freund Barry verschmerzen. 
Nach einiger Zeit fallen ihr Merkwürdigkeiten auf. Einige ihrer Schulkameraden verwandeln sich von normalen Teenagern zu seelenlosen Gestalten, die nur auf Lernen und Gehorsam fokussiert sind. Andrea findet heraus, dass die Schüler mit Substanzen behandelt wurden, die aus den Körpern anderer Schüler gewonnen wurden, die dadurch ebenso seelenlos aber auch apathisch wirken. 
Andrea soll nun ebenfalls angezapft werden. Aus Mitleid wird sie jedoch von Professor Philo geschützt. Sie ruft Barry zu Hilfe, beide finden heraus, dass die zombiegleichen Studenten mit klassischer Musik kontrolliert werden können. Der Professor übergibt Andrea ein Tape mit solcher Musik, damit sie sich vor den sie verfolgenden Schülern schützen kann. Jedoch verliert sie das Tape auf ihrer Flucht und wird von den Schülern bedrängt. In seiner Verzweiflung spielt Barry über den Hauslautsprecher eines seiner Tapes mit Rockmusik ab. Überraschenderweise bewirkt diese Musikart ebenfalls, dass die behandelten Schüler besänftigt werden. So können Andrea und Barry aus der Schule fliehen.

## Kritiken
Das Lexikon des internationalen Films beschrieb den Film als „uninteressanten und unappetitlichen Zombie-Film, der in allen Belangen scheitert“.
Die Kinozeitschrift Cinema schrieb: „Schon allein die Story sollte beim wählerischen Publikum die Alarmglocken schrillen lassen: Regiedebütant Ron Link liefert deutlich überdrehten Teenie-Horror in bester B-Film-Tradition. Wer mehr erwartet, ist selbst schuld“. Das Fazit: „Ziemlich hirnlos im doppelten Wortsinn“.
Matt Brunson von Creative Loafing Charlotte schrieb in seiner Kritik, der Film komme als armselige Kreuzung aus Die Frauen von Stepford und einem Vampirfilm daher. Zombies kämen nicht vor.

## Hintergrund
Der Film wurde am 2. Oktober 1987 in den USA uraufgeführt. In Deutschland erschien er im Januar 1990 in einer um sechs Minuten gekürzten Fassung auf Video. 
Der spätere Regisseur Jay Roach arbeitete für diesen Film als Kameramann.